# Currimao
Currimao é um município de  quarta classe de renda municipal (d) na província Ilocos Norte, nas Filipinas. De acordo com o censo de 1 de maio  de  2020 possui uma população de 12 215 pessoas e 3 088 domicílios.